# 偵察用オートバイ

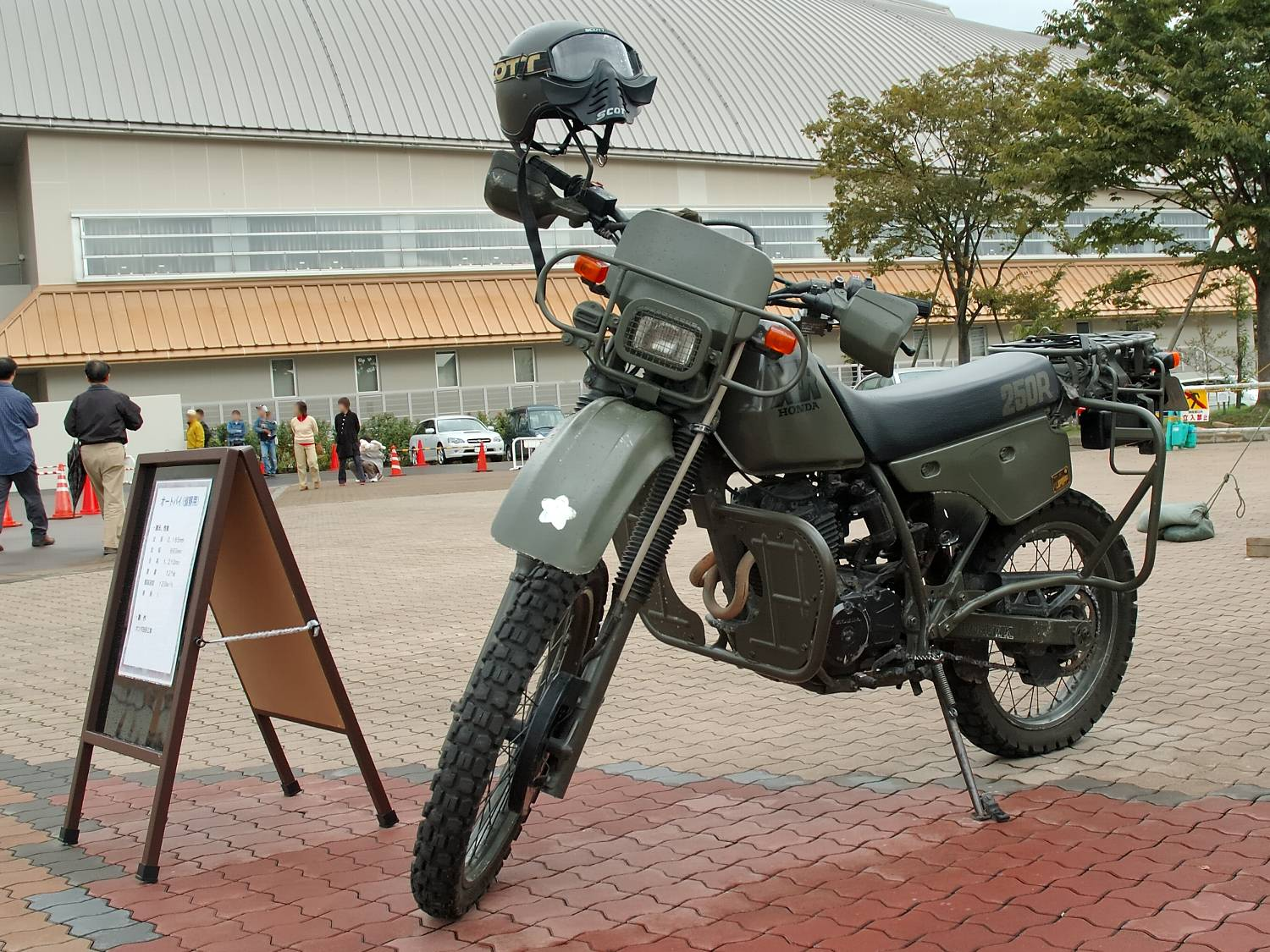
XLR250R

偵察用オートバイ（ていさつようオートバイ、military motorbike）は、陸上自衛隊で採用されているオートバイである。
正式にはオートバイ（偵察用）という名称となっている。制式化ではなく部隊使用承認として採用されているため、名称に「○○式」という年式は付けられておらず、陸上自衛隊の公式サイトの装備品一覧にも記載がないが、入札を行うため要求される仕様が公開されている。
採用以来SL250S、XL250S、XL250R、XLR250R（以上本田技研工業製）、KLX250（カワサキモータース製）の順に5回車種が更新されているが、「オートバイ（偵察用）」という名称は特に変更されていない。

## 運用

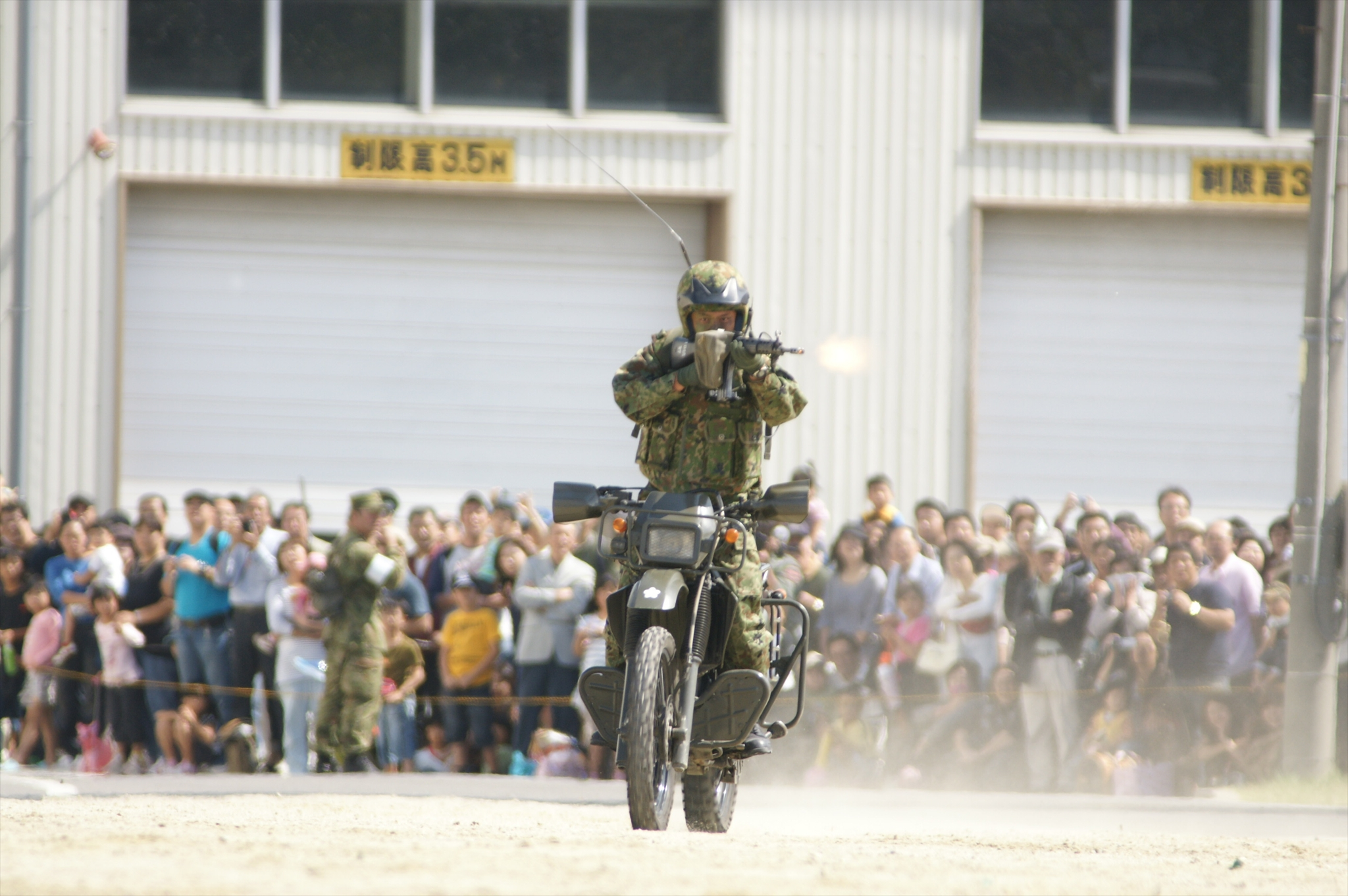
立ち乗り射撃を行う隊員

陸上自衛隊の偵察隊や普通科連隊、特科連隊の情報部隊などで偵察および連絡用として使用されている。オートと略して呼ばれ、性能は民生用と変わらないが、携帯無線機用ラックの追加など、各所に改造が施されている。塗装はODの単色で、メーカーの車名マークは目立たないよう黒で書かれている。前部の泥除けに陸上自衛隊の車輌であることを表す桜章が付けられている。陸上自衛隊の戦闘車両はその大半が銃撃されても炎上しにくいディーゼル車で構成されているが、本車はガソリン車。よって被弾した場合は爆発する恐れがある。自衛隊車両の中では最も小型の装備であり、UH-1ヘリコプターや偵察用ゴムボートに搭載して輸送することもできる。
敵と遭遇する可能性が高い危険な任務で使用されるため、オートバイの乗員は立ち乗りでの小銃射撃（膝で車体を操り、手放しで運転しつつ発砲する）やオートバイを寝かせて盾にする技術を習得する。乗員用にオートバイ用ヘルメット（現在はアライ社製ハイパーTベース）が採用されているが、これには防弾能力が無いため、戦闘を想定した訓練の際には88式鉄帽を使用する場合もある（ちなみに日本国内ではこのまま演習場外に出ると「乗車用ヘルメット着用義務違反」が成立する）。オートバイドリルで一般公開されるジャンプ、ウィリー走行、アクセルターン（普通は車体半長分動いて反転するところを、前輪は地面に固定し、アクセルで後輪を回転して少ない面積でオートバイを反転）、縦列や横列の部隊走行は、災害派遣などで段差や亀裂を乗り越えるために習得する。偵察用途の軍用バイクは日本の陸上自衛隊のほか、ドイツ連邦軍などで採用されているが、アメリカ軍をはじめ、二輪のオートバイではなく、四輪の全地形対応車を採用している軍事組織も多い。ロシア軍や陸上自衛隊をはじめ、寒冷地ではスノーモービルを採用している軍事組織も多い。

## ギャラリー

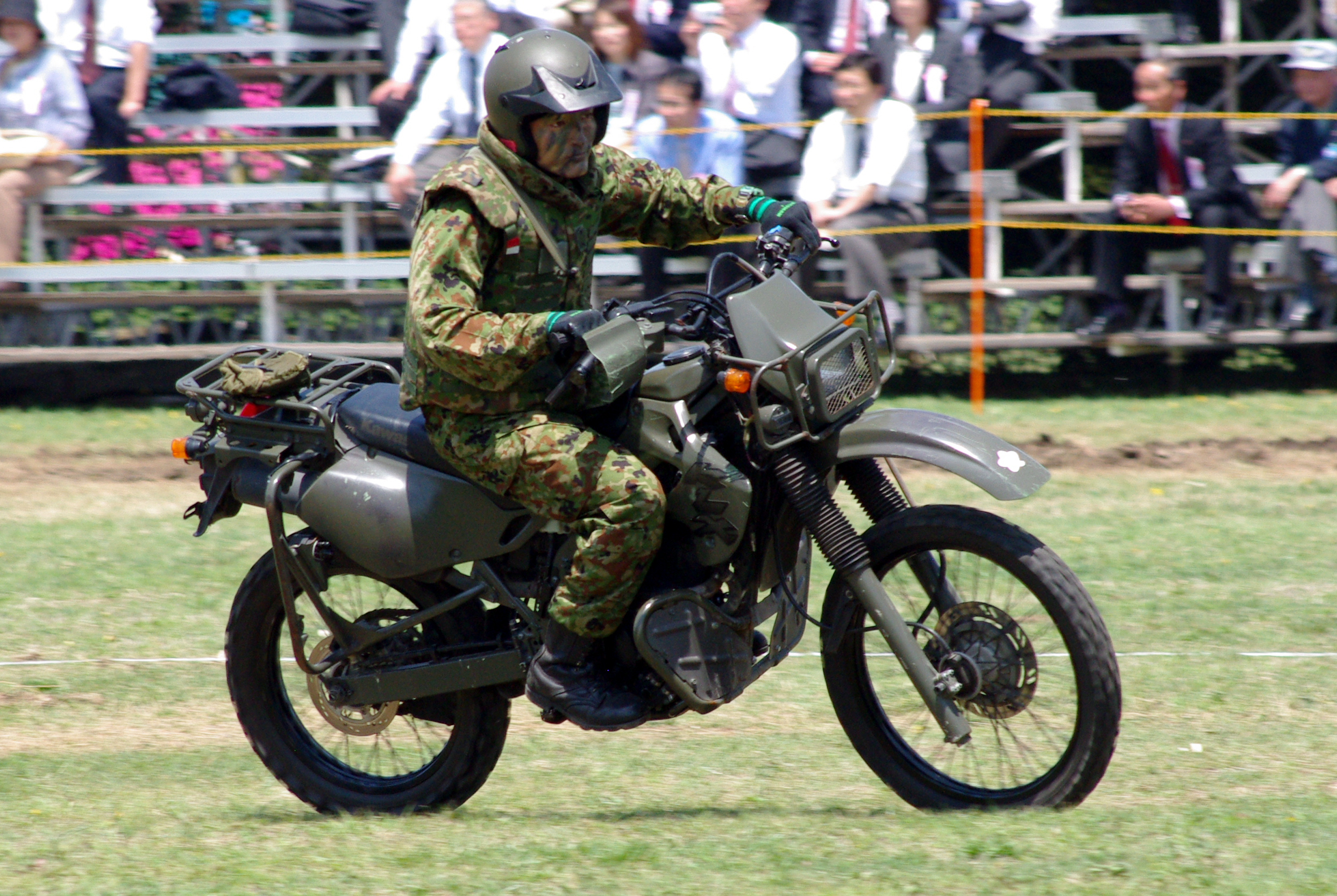
KLX250、乗員は防弾チョッキ2型を着用している
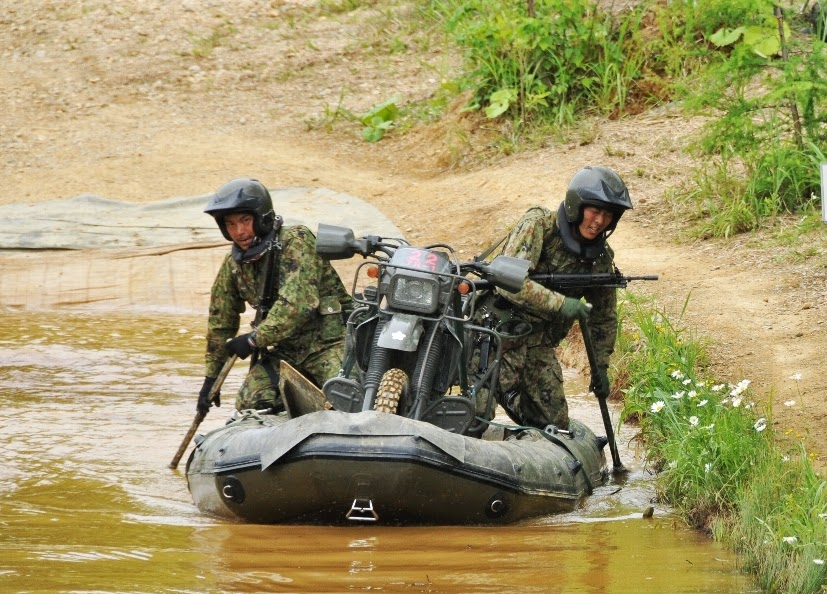
ゴムボートによる渡河
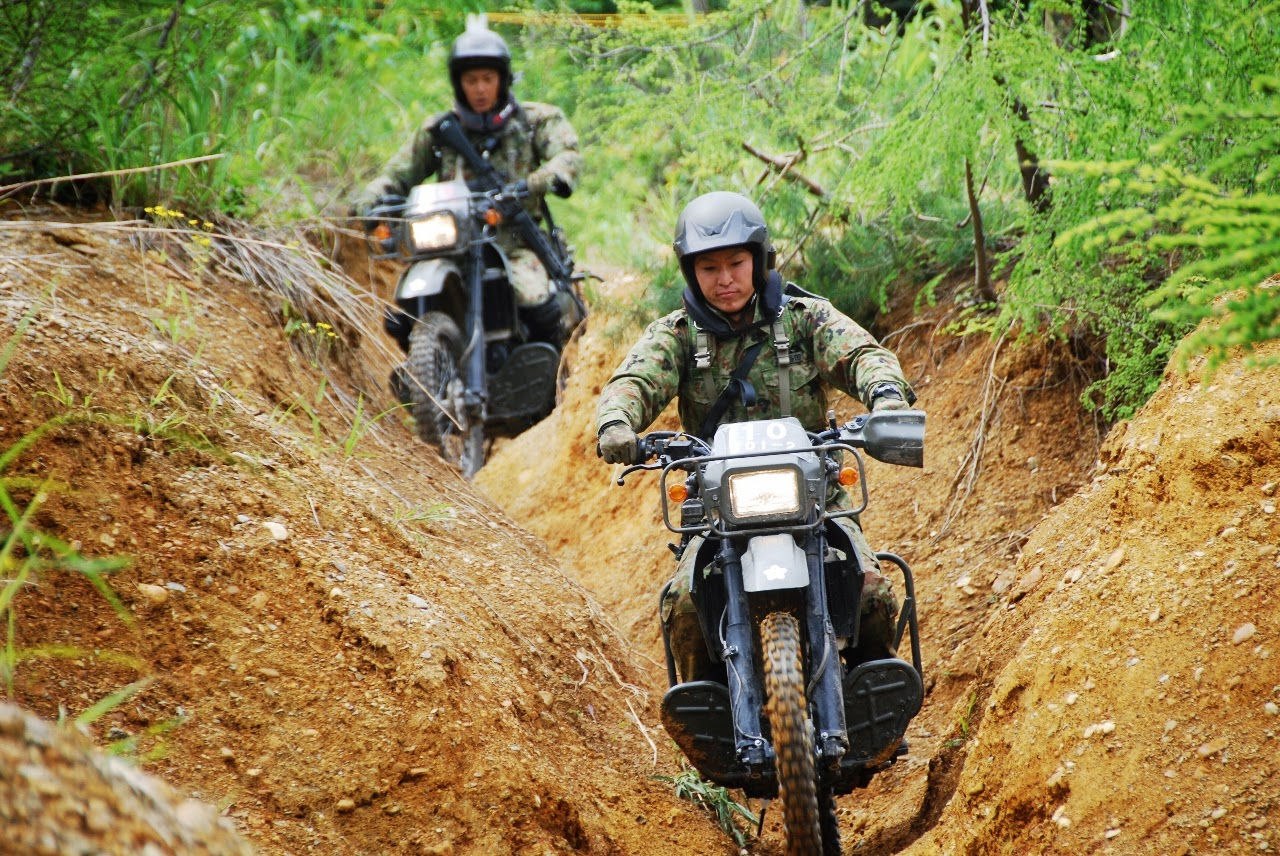
走行訓練の様子
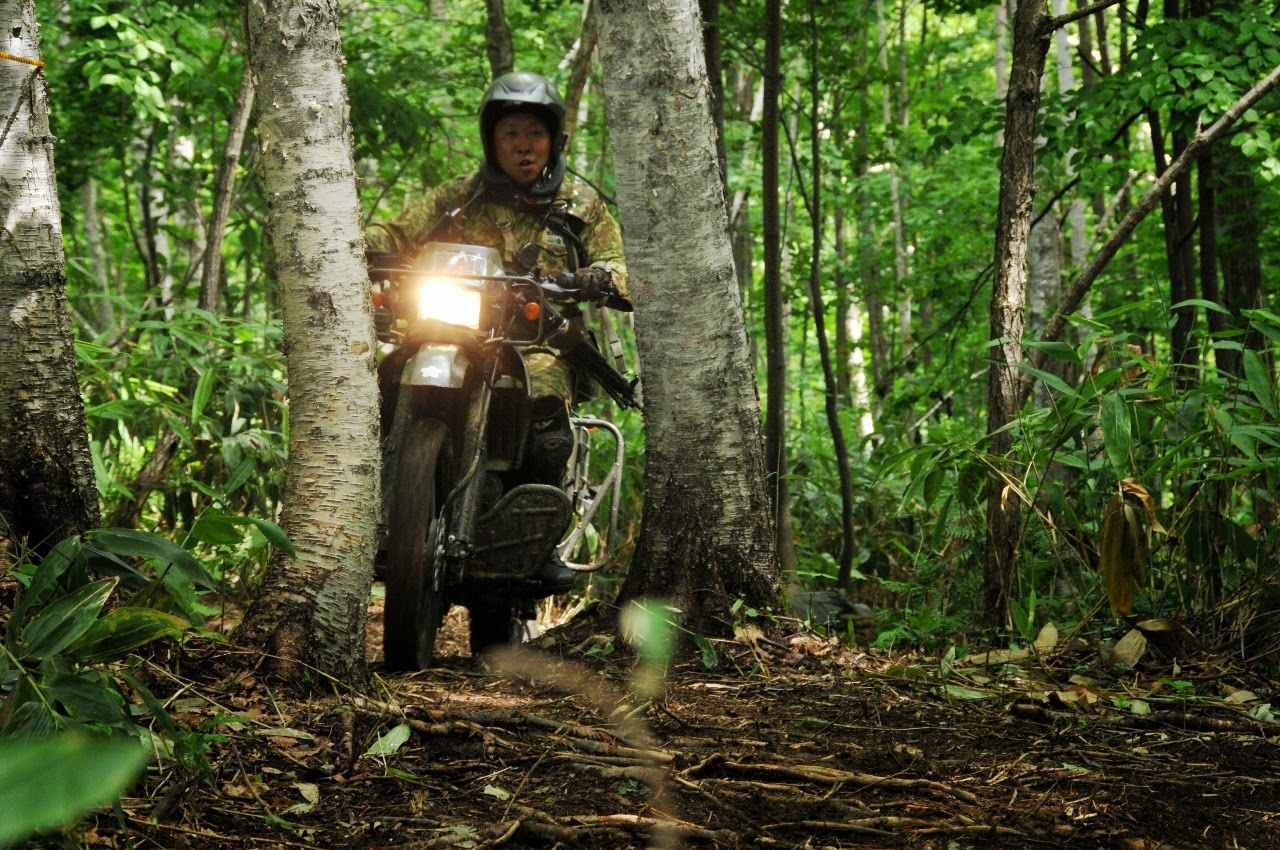
森林内を走行するオートバイ
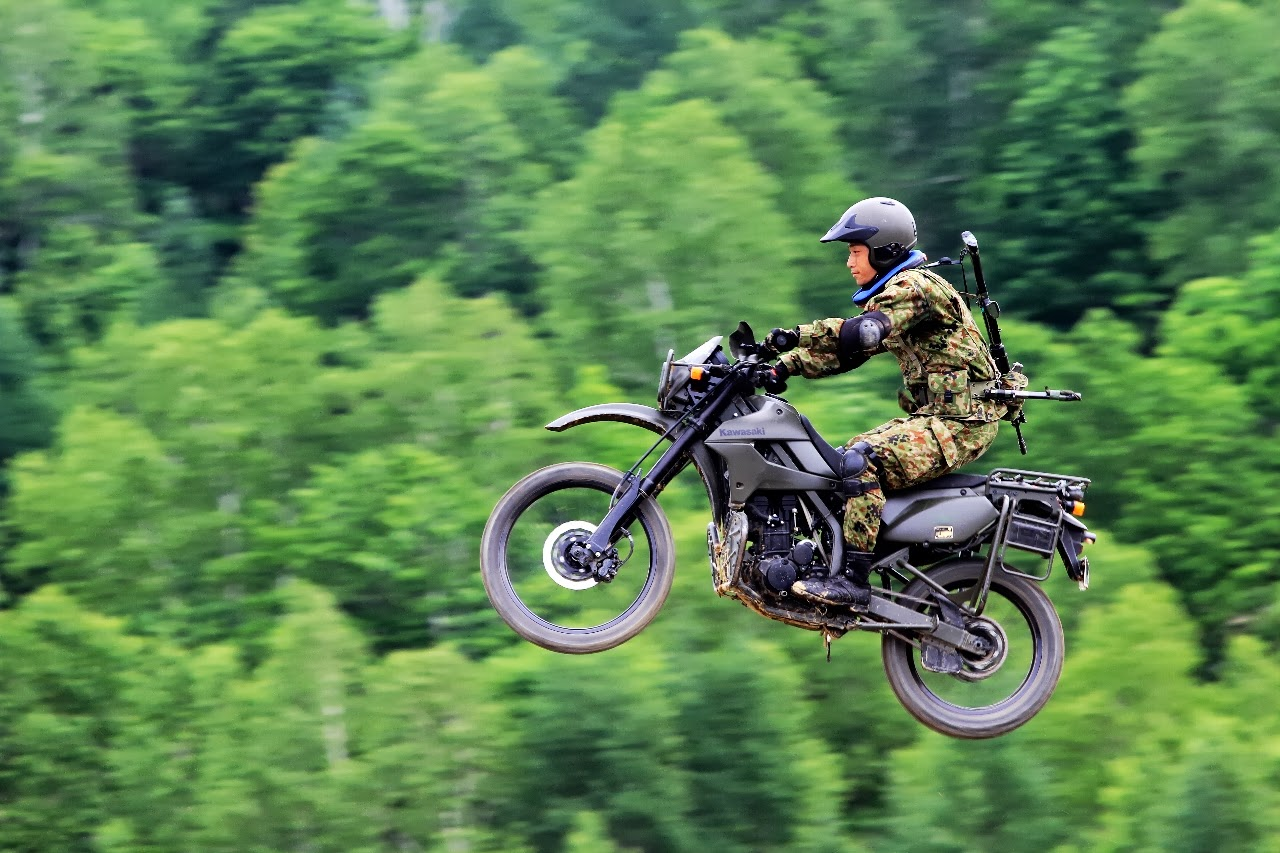
偵察部隊等戦技競技会でジャンプ
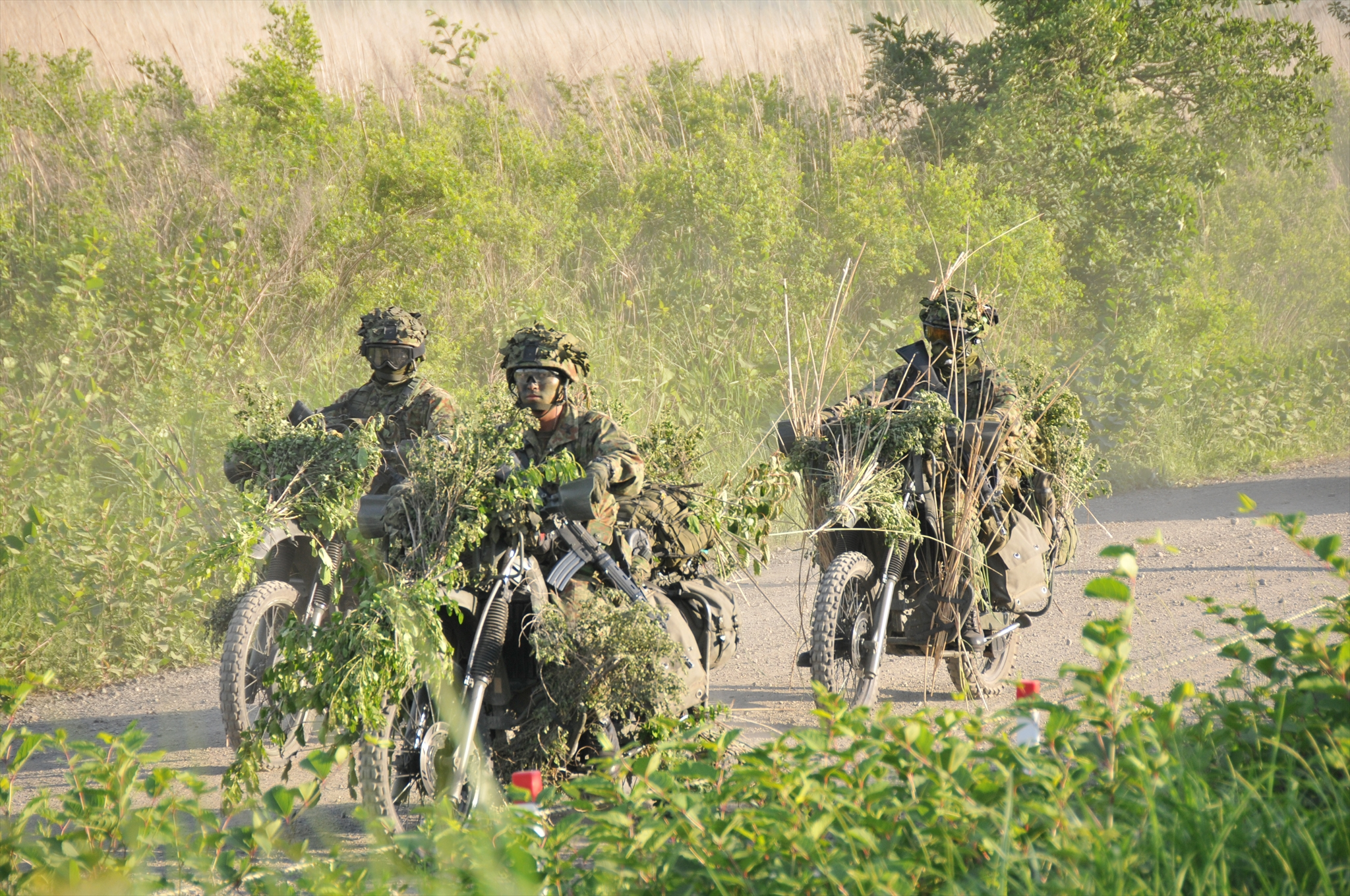
演習中の様子、88式鉄帽を着用している
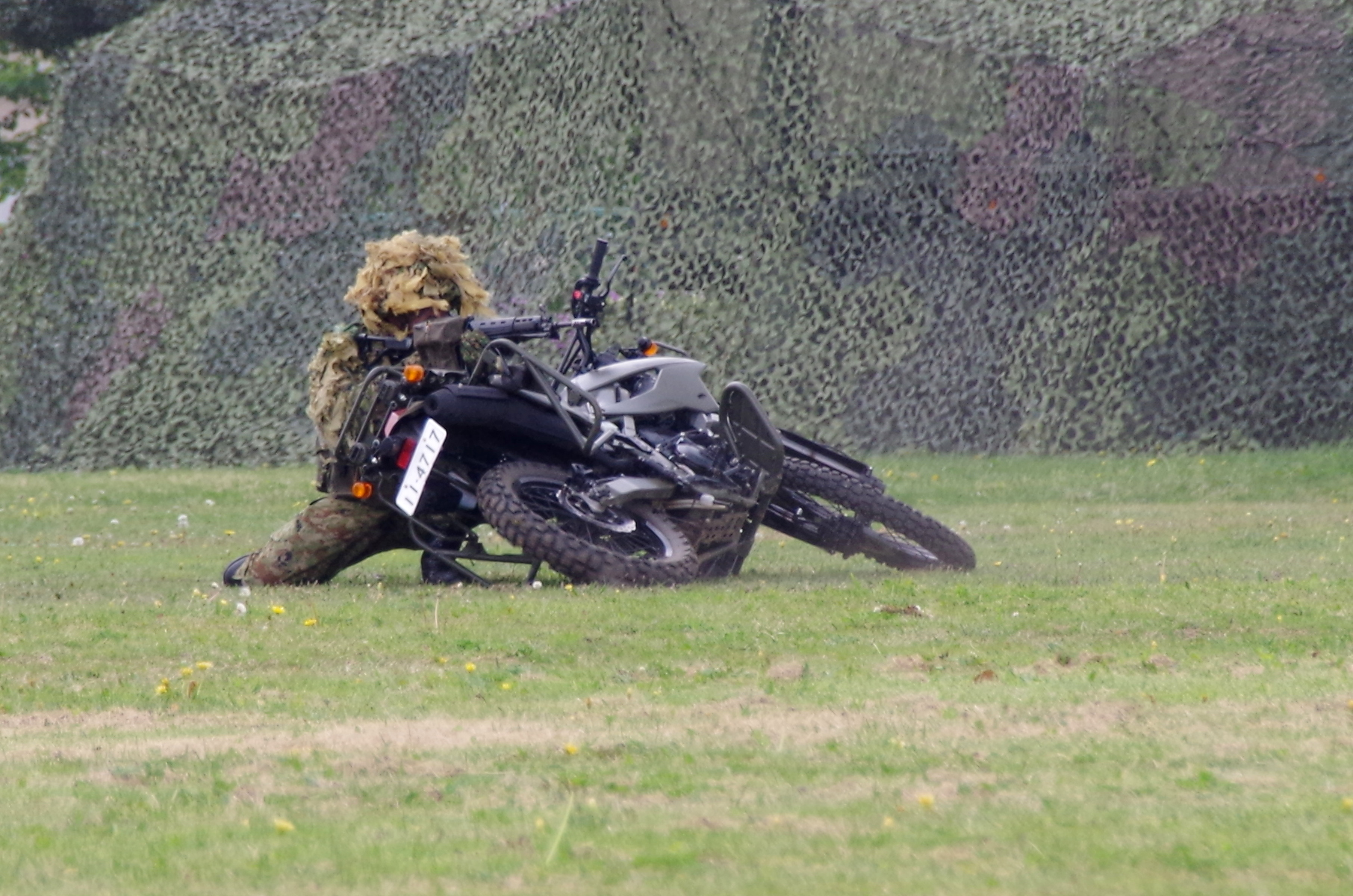
横にしたオートバイを盾にする隊員、ギリースーツを着用している
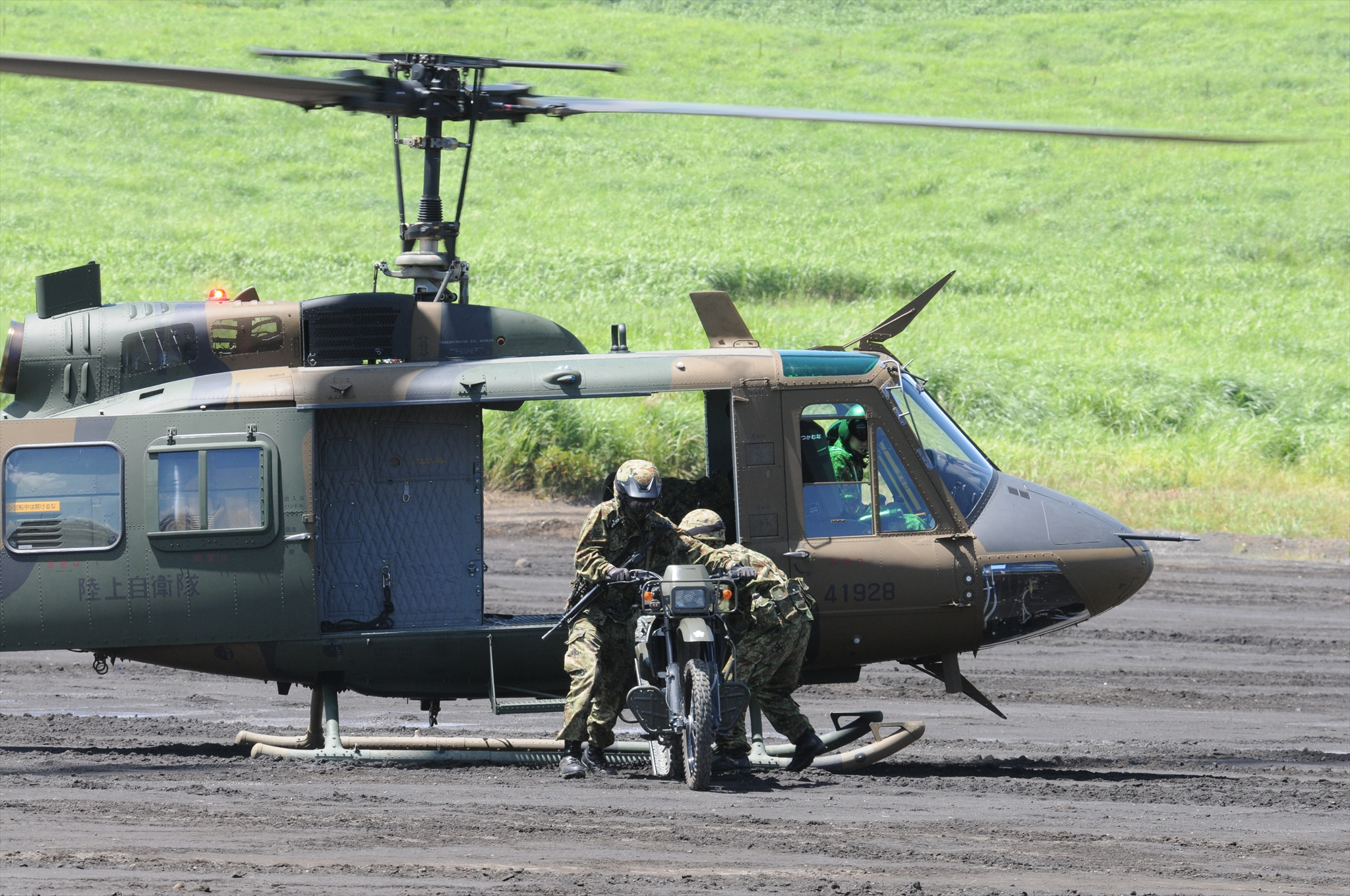
UH-1Jから展開する様子
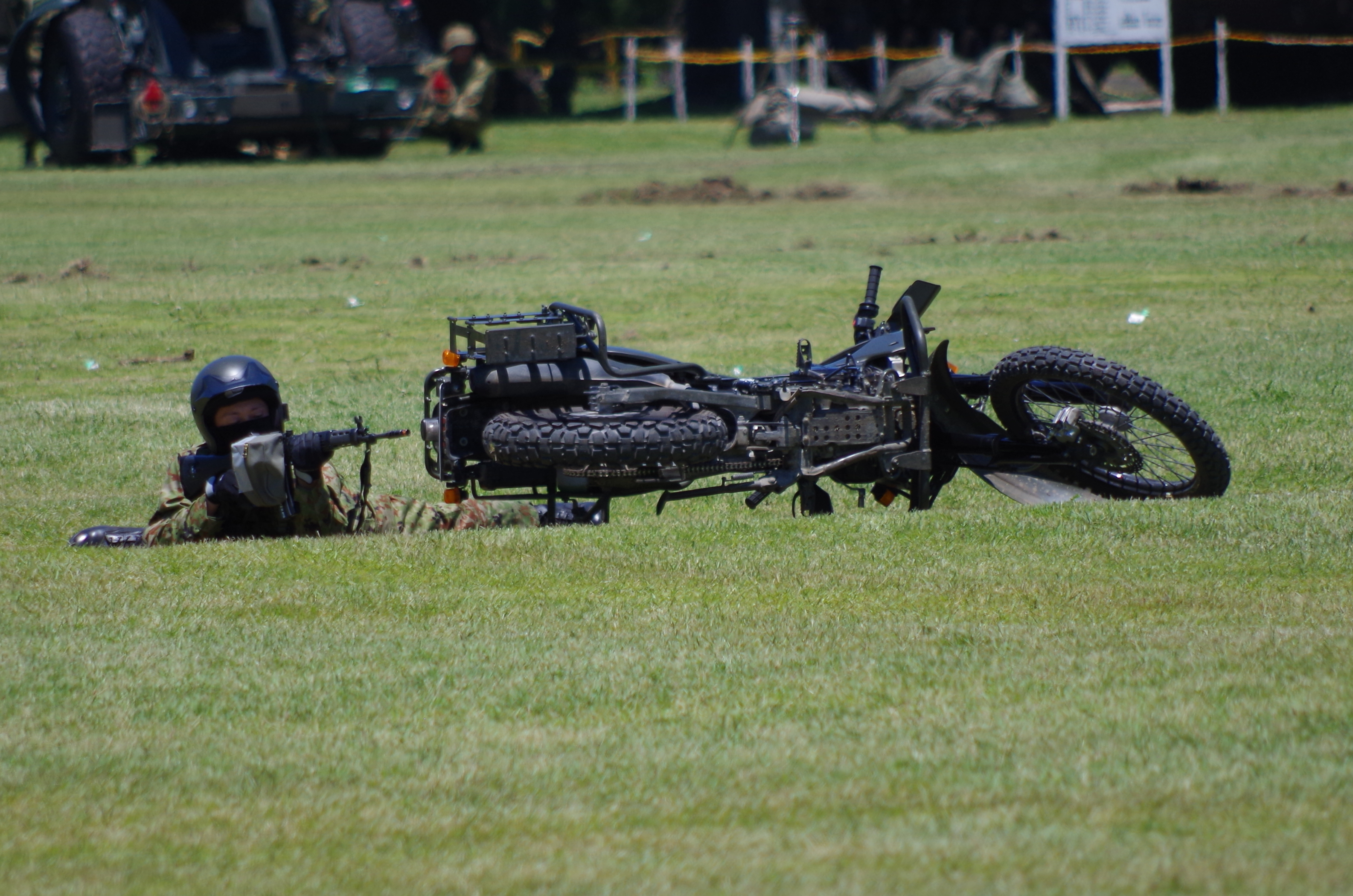
バイクを盾に威力偵察を行う様子
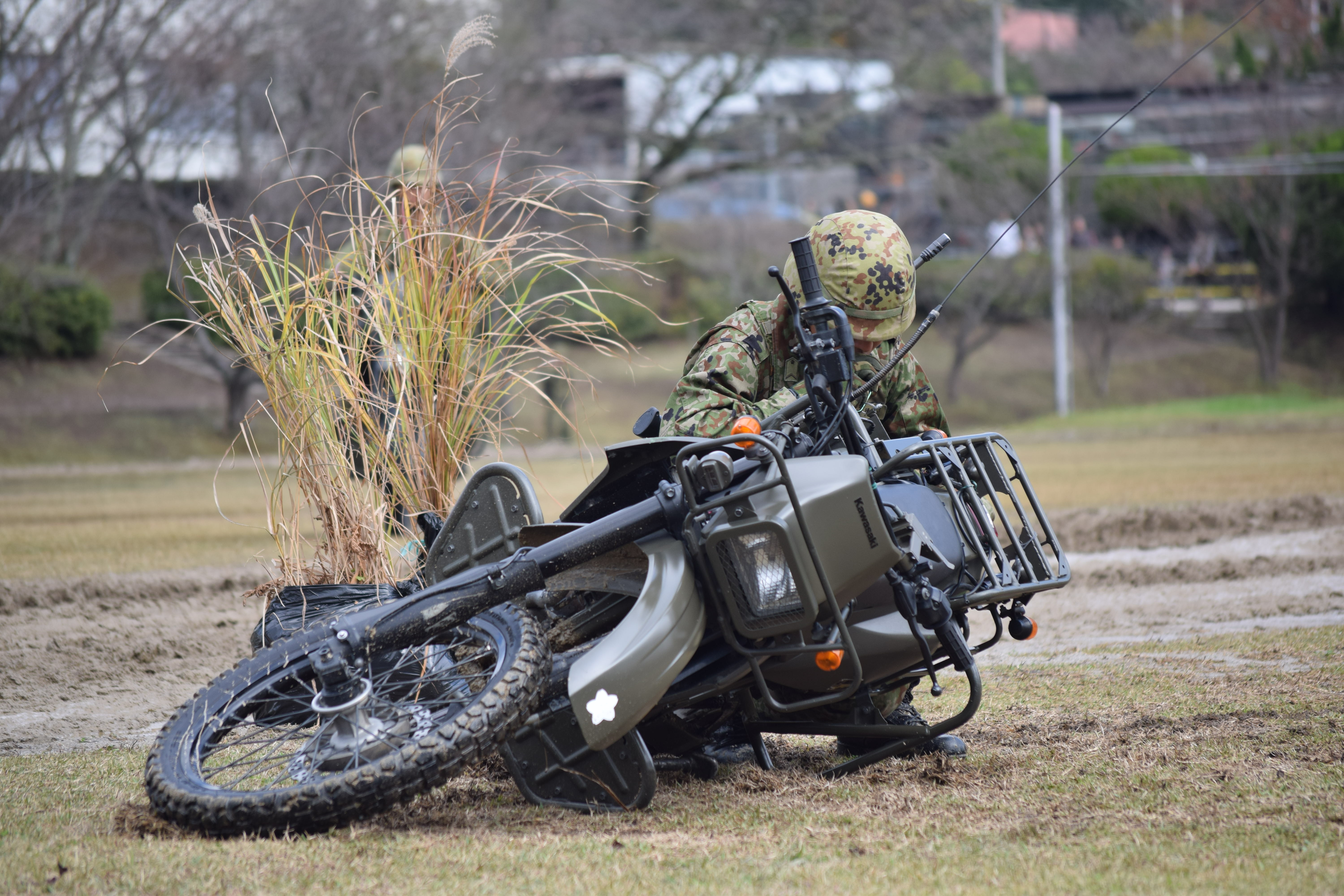
バイク搭載の無線機で連絡
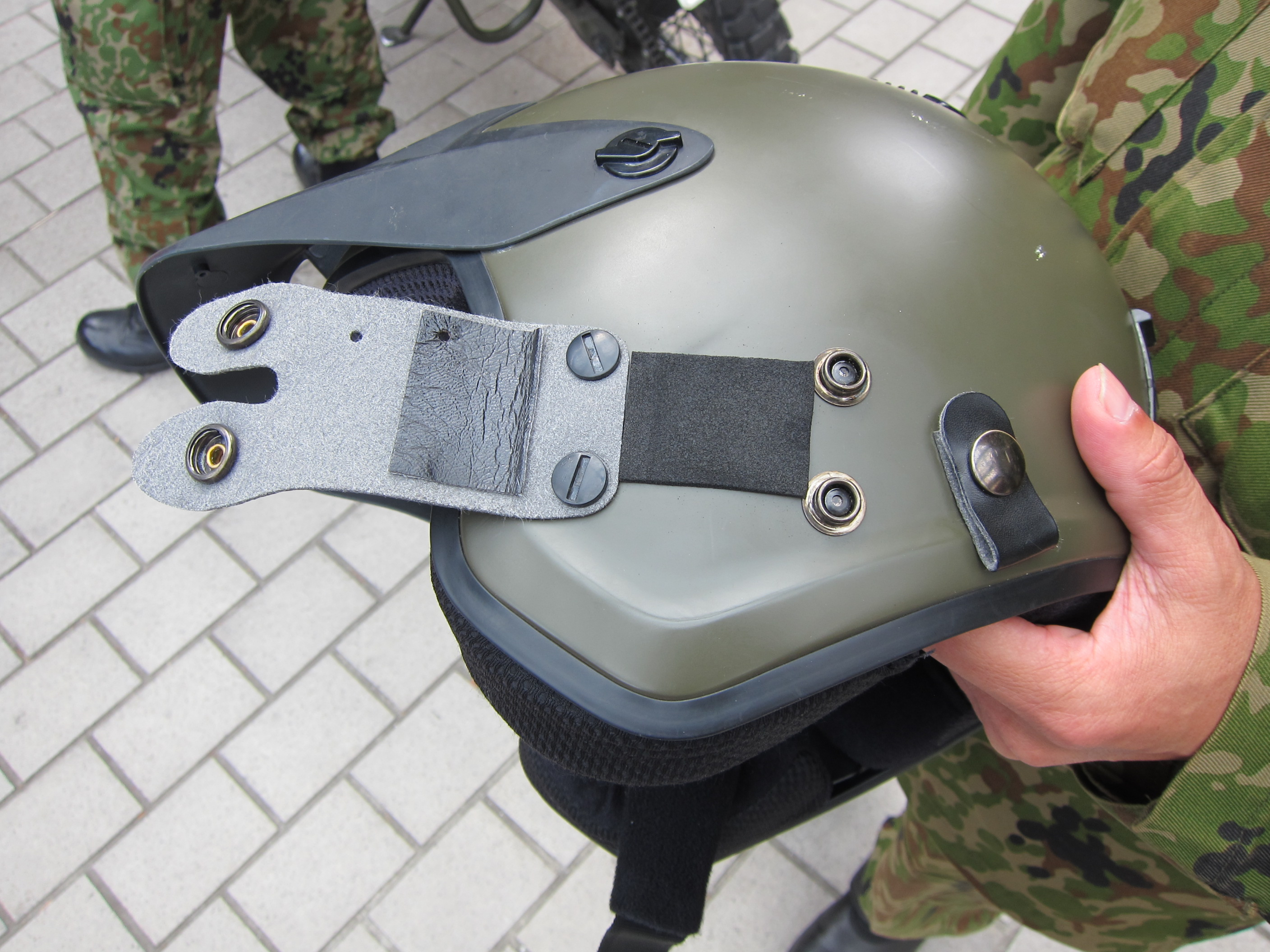
乗員用ヘルメット
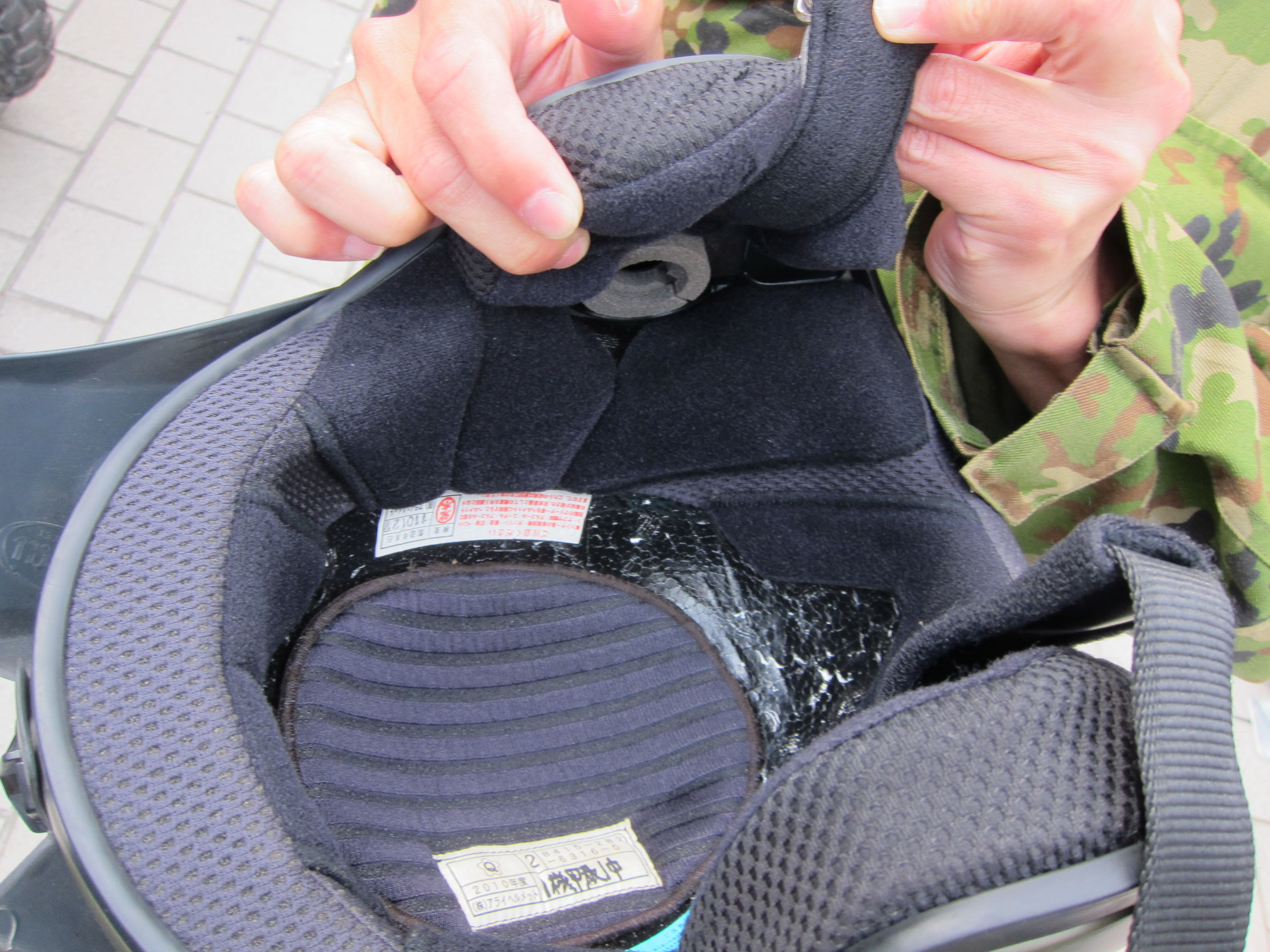
乗員用ヘルメット内装

## 性能・主要諸元
XLR250R
- 全長：2,165mm
- 全幅：860mm
- 全高：1,210mm
- 重量：121kg
- 最高速度：135km
- 乗員：1名
- 製作：本田技研工業

KLX250
- 全長：2,135mm
- 全幅：885mm
- 全高：1,210mm
- 重量：117kg
- 最高速度：135km
- 乗員：1名
- 製作：カワサキモータース

## 登場作品

### 映画・テレビドラマ
『MM9－MONSTER MAGNITUDE－』
第13話にXL250Rが登場。フルドネラを監視するために河口湖湖畔に配置されている。
『ゴジラシリーズ』
『ゴジラvsキングギドラ』
日本映画初登場。XL250Rが、未来人のタイムマシンが着陸した富士山麓の周辺地域での機動巡察に使用される。
『ゴジラ2000 ミレニアム』
XLR250Rが登場。東海村での対ゴジラ迎撃戦では戦闘地域周辺での機動巡察に、ミレニアンのUFOが東京上空に飛来した際には住民の避難誘導に出動する普通科部隊の先導に使用される。
『ゴジラ×モスラ×メカゴジラ 東京SOS』
KLX250が登場。ゴジラが品川方面から上陸してくることを受け、迎撃すべく品川防衛ラインに配置される自衛隊車両群の先導と、品川開発区第17号地の埠頭での警戒活動に使用される。
『シン・ゴジラ』
KLX250が登場。ゴジラに対する「ヤシオリ作戦」終了後、ヤシオリ戦闘団に参加した車両が練馬駐屯地に駐車されている。

『シン・ウルトラマン』
KLX250が登場。六本木で暴れるにせウルトラマンの周囲に展開する部隊に含まれている。
『戦国自衛隊・関ヶ原の戦い』
戦国時代へタイムスリップした自衛隊の装備として、XLR250Rが登場。主人公の伊庭二尉などの移動手段として主に使用され、戦国武者との戦闘時には、走行中に乗員が9mm拳銃で射撃を行う。
『鉄甲機ミカヅキ』
第1話にKLX250が登場。六本木上空のスイカイドムの調査に出動する第1特科連隊の車両群を先導する。
『日本沈没』（2006年版）
KLX250が登場。災害派遣で被災地に出動する高機動車や1トン半救急車などの先導に使用される。
『平成ガメラ三部作』
『ガメラ 大怪獣空中決戦』
XLR250Rが登場。ガメラに対する攻撃が行われる富士裾野の周辺地域での機動巡察に使用される。
『ガメラ2 レギオン襲来』
XLR250Rが登場。レギオンが電波を放つ目標を優先的に狙う性質を持つことで無線が使えない状況の中、標的とならない貴重な連絡手段となる。作中では、霞目飛行場にガメラと巨大レギオンが出現した旨の報告や、草体の爆発を回避するため仙台市から退避する第22普通科連隊の車両群の先導などに使用される。
『ガメラ3 邪神覚醒』
XLR250Rが登場。吉野山に出現したイリスを攻撃すべく出動する第37普通科連隊の車両群の先導に使用される。

### 漫画
『オメガ7』
Vol.4で、テロリストが都内に仕掛けた放射能爆弾を捜索していた自衛官が使用。
『ゲート 自衛隊 彼の地にて、斯く戦えり』
漫画版第41話に異世界へ派遣された自衛隊の装備として、XLR250Rが登場。主人公の救出を名目として炎龍討伐に出動する第1戦闘団より先行し、87式偵察警戒車とともに進路の安全を確認する。
『続・戦国自衛隊』
漫画・小説版に戦国時代へタイムスリップした自衛隊の装備として、XLR250Rが登場。主に偵察と連絡に使用され、戦国武者との戦闘時には、主要人物の大賀一曹が89式5.56mm小銃で立ち乗り射撃を行う。
『魔法少女特殊戦あすか』
ウクライナに派遣された自衛隊特殊作戦群M班の装備としてKLX250が登場。M班所属の大鳥居あすかが移動手段として使用する。

### 小説
『交戦規則 ROE』
黒崎視音の小説。偵察教導隊の自動二輪班に所属する偵察隊員がXLR250を使用する。
『自衛隊三国志』
三国時代へタイムスリップした自衛隊国際連合平和維持活動（PKO）部隊の装備として、KLX250が登場。タイムスリップした直後の偵察などに使用され、曹操軍との戦闘時には、主要人物の伊庭一尉が走行中に9mm機関けん銃で射撃を行う。
『戦国自衛隊1549』
極秘実験中の事故で戦国時代へタイムスリップした第三特別実験中隊を救出するため、現代から1549年に送り込まれたロメオ隊の装備として、XLR250Rが登場。ロメオ隊を目撃した謎の騎馬武者の追跡に使用される。
『超空自衛隊』
オーストラリアに災害派遣で向かっていた途中に第二次世界大戦時へタイムスリップした自衛隊の装備として、XLR250Rが登場。ニューギニア戦線などで、主に連絡と移動手段に使用される。
『日本国召喚』
外伝2巻にKLX250が登場。エスペラント王国に墜落したC-2の機内から運び出され、同国に遭難した岡三曹が移動に使用する。
『目指せ！一騎当千　～ぼっち自衛官の異世界奮戦記～』
転生した異世界でワイバーンの襲来を受けた村へ急行すべく主人公がKLX250を使用。夜間の走行に加えて本来は一人乗りだが、後部へ冒険者の少女を乗せて走行する。

## リンク
- 偵察用オートバイの仕様書